# 신라 금관

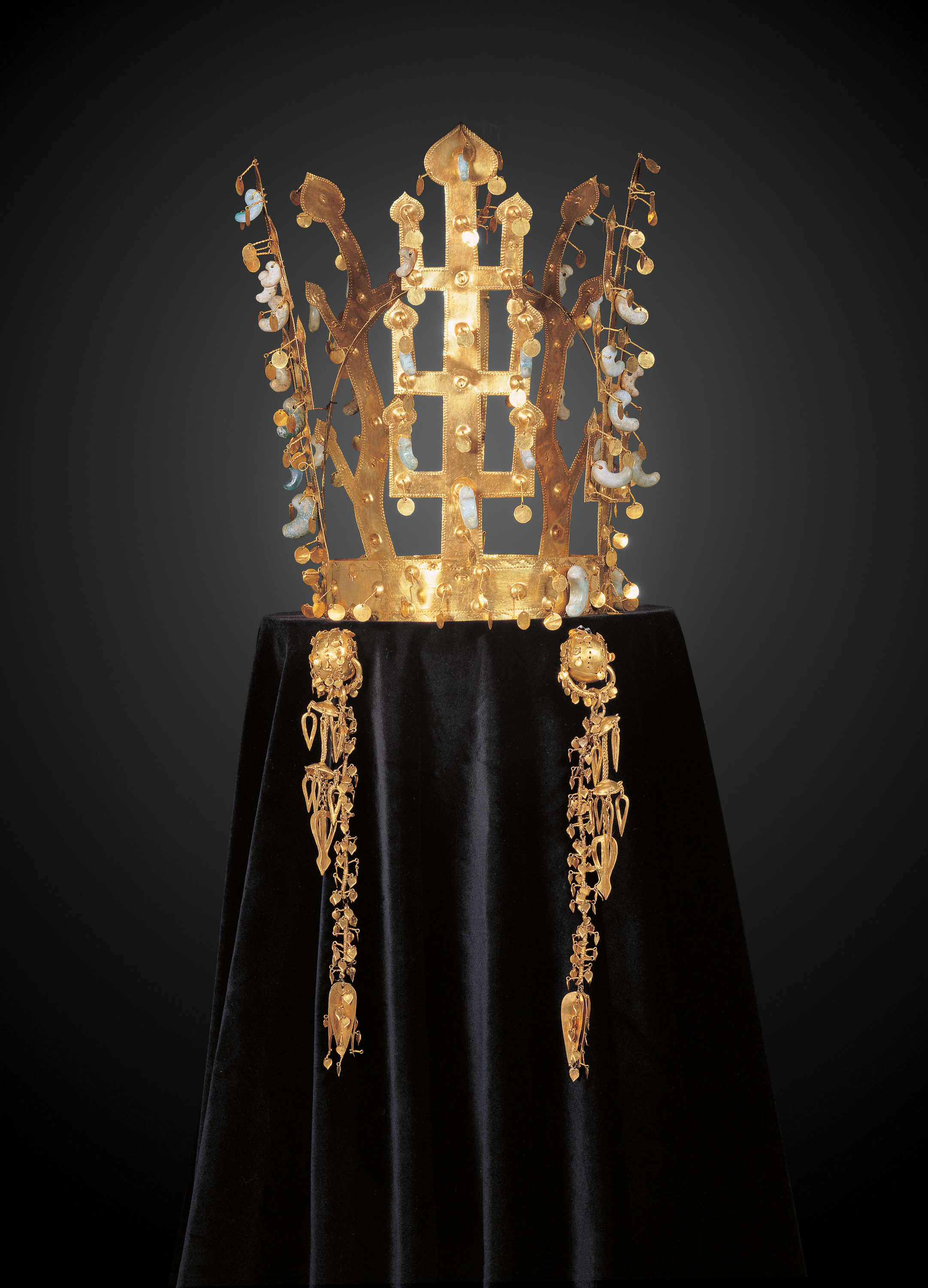
서봉총 금관의 정면

신라 금관(新羅 金冠)은 금관총 금관(1921 발견), 금령총 금관(1924 발견), 서봉총 금관(1925 발견), 천마총 금관(1973 발견), 황남대총 금관(1974 발견) 등의 금제관을 비롯하여 수개의 금동관이 있다. 4세기 말엽부터 7세기 초중반까지 부장되었다. 부장시에는 납작하게 눌러 얼굴을 덮는 식으로 함께 묻힌 사례가 있다.

## 연구사
신라 금관은 1921년 금관총에서 금관 및 금제 관식이 발견되며 처음 알려지게 되었다. 이후 1924년에 금령총에서, 1926년에 서봉총에서 잇달아 금관이 발굴되며 본격적인 관심을 받기 시작했다. 신라 금관들은 대부분 유사한 형태를 가지고 있는데, 이러한 모습을 샤먼의 관에 순록 뿔이 장식되던 것에 비유하여 샤머니즘적 권위를 나타낸 것이라는 의견이 1930년대에 처음 제안되었다. 해방 이후의 한국 학계도 이러한 주장을 받아들여 연구를 계속 하고 있다.
더 나아가서, 시베리아 및 중앙아시아에서 출토된 금관들과 계통적인 연관성이 제안되기도 하였다. 아프가니스탄 틸리아 테페에서 발견된 서기 1세기의 금관이 끌과 망치로 금판을 오려낸 기법을 사용한 것과 같은 기법이 발견됨에 주목하기도 하였다. 더 나아가서, 1세기의 관식이 3~4세기의 선비족과 고구려의 관식을 거쳐 마립간시기 신라에 전해진 것으로 이를 확장한 견해도 있다. 이러한 연구들은 동시기의 묘제인 적석목곽분(돌무지덧널무덤)이 시베리아 및 중앙아시아에서도 발견됨에 주목한다.
이와 반대로 신라에서 자생한 것으로 보는 견해들도 있다. 초기에 이러한 주장은 금관이 속관과 겉관의 이중 구조로 이루어져있다고 해석한 것에 근거를 두었다. 허나 이후 천마총과 황남대총이 발굴되며 금관인 대관은 피장자가 착용한 채로 발견된 반면  모관은 부장품과 함께 발견되었다. 이에 자생론은 타격을 입었다. 현재는 금관의 장식이 순록뿔이 아닌, 나뭇가지와 유사하다고 보고 이러한 것이 고유의 '신목' 숭배 사상에서 온것으로 보며 자생론을 주장하기도 한다.

## 목록
| 범주 | 사진 | 정보 |
| ---- | --- | --- |
| 국보 | | 대한민국의 국보 제87호금관총 금관은 지금까지 발견된 신라 금관 중 가장 큰 것이다. 이 금관이 발굴된 노서동의 고분은 금관총이라는 이름을 갖게 되었다. 1962년 12월 12일 국보로 지정되었다. 높이는 44 cm, 머리띠 지름은 19 cm이다. 금관은 내관(內冠)과 외관(外冠)으로 구성되어 있는데, 이 금관은 외관으로 신라금관의 전형을 보여주고 있다. 즉, 원형의 머리띠 정면에 3단으로 ‘출(出)’자 모양의 장식 3개를 두고, 뒤쪽 좌우에 2개의 나뭇가지형(樹枝形) 혹은 사슴뿔모양(鹿角形) 금판 장식이 세워져 있다. 머리띠와 ‘출(出)’자 장식 주위에는 점이 찍혀 있고, 많은 비취색 옥과 구슬모양의 장식들이 규칙적으로 금실에 매달려 있다. 양 끝에는 가는 고리에 금으로 된 사슬이 늘어진 두 줄의 장식이 달려 있는데, 일정한 간격으로 나뭇잎 모양의 장식을 달았으며, 줄 끝에는 비취색 옥이 달려 있다. 현재 국립경주박물관에 있다. |
| 국보 | 대한민국의 국보 제188호천마총 금관은 천마총에서 발굴된 금관이다. 1978년 12월 7일 대한민국의 국보 제188호로 지정되었다. 당시 천마도와 함께 발굴되어 발굴된 고분 제 155호가 천마총이라는 이름을 얻게 되었다. 소지 마립간 혹은 지증왕의 왕관으로 추정된다. 높이는 32.5 cm이다. 3개의 나뭇가지 모양과 2개의 사슴 뿔 모양이 금관 테에 달려 있고 금관의 앞 부분에는 옥과 달개가 달려있다. 나뭇가지 모양의 장식의 끝에는 모두 꽃봉오리 모양으로 장식되어 있으며, 드리개는 나뭇잎 모양으로 장식되어 있다. 관의 테두리에는 위아래에 연속점무늬와 물결무늬가 조화를 이루고 있다. 현재 국립경주박물관에서 소장중이다. | |
| 국보 | 대한민국의 국보 제191호황남대총 북분 금관은 황남대총 북분에서 발굴된 금관이다. 1978년 12월 12일에 국보로 지정되었다. 높이는 27.5 cm, 아래로 늘어뜨린 드리개 길이는 13∼30.3 cm이다. 이마에 닿는 머리띠 앞쪽에는 山자형을 연속해서 3단으로 쌓아올린 장식을 3곳에 두었고, 뒤쪽 양끝에는 사슴뿔 모양의 장식을 2곳에 세웠다. 푸른 빛을 내는 굽은 옥을 山자형에는 16개, 사슴뿔 모양에는 9개, 머리띠 부분에 11개를 달았다. 또한 원형의 금장식을 균형있게 배치시켜 금관의 화려함을 돋보이게 하였다. 아래로 내려뜨린 드리개는 좌·우 각각 3개씩 대칭으로 굵은 고리에 매달아 길게 늘어뜨렸다. 바깥의 것이 가장 길고, 안쪽으로 가면서 짧아진다. 장식 끝부분 안쪽에는 머리띠 부분과 같은 푸른색 굽은 옥을 달았고, 바깥쪽에는 나뭇잎 모양의 금판을 매달았다. 발견 당시 금관과 아래로 내려뜨린 드리개들이 분리되어 있었다. 현재 국립중앙박물관에 있다.                                                                                                | |
| 보물 | | 대한민국의 보물 제338호금령총 금관은 금령총에서 발굴된 금관이다. 1963년 1월 21일 대한민국의 보물 제338호로 지정되었다. 지금까지 발견된 금관 중에서는 가장 작고 간단한 형식으로, 높이는 27 cm, 지름은 15 cm이다. 중앙 정면과 그 좌우에 山자형 장식을 4단으로 연결하고 가지 끝은 꽃봉오리형으로 마무리 했다. 山자형 장식의 좌우에는 사슴뿔 장식 가지 2개를 붙였다. 관 테와 5개의 가지에는 모두 같은 장식이 되어 있다. 표면 아래·위에 두 줄로 된 점무늬를 찍고, 그 사이에 나뭇잎 모양의 원판을 달아 장식했다. 관 테의 좌우에는 귀고리 형태의 드리개(장식)를 달았다. 국립중앙박물관에서 소장중이다. |
| 보물 | 대한민국의 보물 제339호 서봉총 금관은 서봉총에서 발굴된 금관이다. 1963년 1월 21일 대한민국의 보물 제339호로 지정되었다. 높이 30.7 cm, 지름 18.4 cm, 드리개 길이 24.7 cm이다.넓은 관 테 위에 5개의 가지를 세웠고, 상하에 점선으로 물결무늬를 찍고 나뭇잎 모양의 원판과 굽은 옥으로 장식했다. 관 테에 못으로 고정시켜서 세운 5개의 가지 중 중앙과 그 좌우의 3가지는 山자형 장식을 3단으로 연결하고, 가지 끝은 꽃봉오리 모양으로 마무리 했다. 이 가지 주위에는 2줄씩 점선을 찍어 금판이 휘지 않도록 했고, 나뭇잎 모양의 원판과 굽은 옥을 달았다. 山자형 장식의 좌우에는 끝이 꽃봉오리 모양으로 마무리 된 사슴뿔 장식을 세웠고, 이 곳에도 원판과 옥으로 장식했다. 내부의 골격은 2개의 금판대를 전후·좌우에서 관 테에 연결하여 반원을 그리면서 교차시켰고, 그 위에 3가닥이 난 나뭇가지를 붙이고 가지 끝에 새 모양을 하나씩 붙였다. 관 테 좌·우에 길게 굵은고리(태환식) 귀고리 드리개를 달아 늘어뜨렸다. 현재 국립경주박물관에서 소장중이다. | |
| 보물 | 대한민국의 보물 제631호황남대총 남분 은관은 황남대총 남분에서 발굴된 은관이다. 1978년 12월 7일 대한민국의 보물 제631호로 지정되었다. 남분 관 밖 머리쪽 껴묻거리 구덩이에서 발견된 것으로 높이 17.2 cm, 머리띠(대륜) 너비 3.2 cm, 지름 16.6 cm이다. 머리띠 위의 장식은 3개의 가지가 있는 모습으로 신라시대 관모(冠帽)에서는 보기힘든 독특한 양식이다. 중앙가지는 위에 돌기가 있고, 활 모양으로 휘어지며 위가 넓고 아래가 좁은 마름모 형태의 은판을 붙였다. 좌우에는 반달형 은판을 붙이고, 바깥쪽을 일정한 폭으로 오려낸 다음 하나하나 꼬아서 새털 모양을 만들었다. 새털 모양의 가지는 신라 금관 형식에는 없었던 것으로서, 의성 탑리 무덤에서 이와 유사한 관모가 발견된 적이 있지만 경주지역에서는 처음 발견된 예로서 주목된다. 현재 국립경주박물관에서 소장중이다. | |

## 같이 보기
- 한국의 미술
- 삼국 시대
- 한국의 역사
- 무령왕 금제관식
- 전 고령 금관 및 장신구 일괄

## 참고 자료
- 이 문서에는 다음커뮤니케이션(현 카카오)에서 GFDL 또는 CC-SA 라이선스로 배포한 글로벌 세계대백과사전의 내용을 기초로 작성된 글이 포함되어 있습니다.